# 훈고학
훈고학(訓詁學)은 한나라(BC 206 ~ AD 220) 시대부터 당나라(618-907) 시대까지 성행한 유학으로 진나라 때에 훼손, 상실된 경전을 정리하고 자구 해석을 하면서 성립된 학문이다. 후한(25-220)의 정현(鄭玄: 127-200)이 훈고학의 대표적인 학자이다. 당나라 시대에 편찬된 《5경정의》는 한나라 시대 이래의 훈고학(訓誥學)의 총결산이라고 할 만한 것이다. 송나라 시대의 성리학에서는 종래의 훈고학을 물리치고 4서(四書)를 존중하였고, 이에 따라 5경(五經) 중심의 훈고학(訓誥學) 또는 경학(經學)과는 그 성격이 다른 4서(四書) 중심의 경학(經學)이 일어났다.

## 한나라의 훈고학
한나라 시대에는 금문파(今文派: 한나라 시대의 문자로 쓰여진 경전을 텍스트로 한다)와 고문파(古文派: 한나라 시대 이전의 옛 자체(字體)로 쓰여진 경전을 텍스트로 한다)의 두 학파가 경전의 해석을 둘러싸고 대립 논쟁했는데, 그 논의(論議)를 통하여 훈고학은 발달했다. 정현(鄭玄)은 고문파(古文派)에 속하면서도 금문파의 학설을 받아들여 《논어》를 비롯하여 많은 경전에 주석(註釋)을 달았다. 그의 주석은 후세까지 경전 연구상의 기초가 되었다.

## 당나라의 훈고학
당나라 시대에는 유교의 근본적 경서인 《역경》·《시경》·《서경》 · 《예기》 · 《춘추》 등 5경의 해석을 중심으로 해서 한(漢) 이래의 고전 해석학을 집대성한 《5경정의》가 편찬되었다. 《5경정의》는 5경의 주(注)나 해석의 혼란을 피하고, 표준적인 것을 만들기 위해서 공영달(孔潁達: 574-648) 등이 칙명에 의하여 종래의 주석을 취사선택한 것이다. 이것은 한나라 시대 이래의 훈고학(訓誥學)의 총결산이라고 할 만한 것이다. 하지만 5경의 해석은 통일되었으나, 학문적인 고정화를 초래했다.

## 송나라의 성리학과 훈고학
북송(北宋: 960-1126)의 주돈이(周敦頤: 1017-1073), 장재(張載: 1020-1077), 정호(程顥: 1032-1085) · 정이(程頤: 1033-1107)의 2정자(程子) 등의 새로운 학풍을 받아 남송(南宋: 1127-1279)의 주자(朱子: 1130-1200)에 의하여 집대성된 주자학 또는 성리학에서는 종래의 훈고학을 물리치고 새로운 주석(註釋)을 만들어 이것을 신주(新注)라 하였다. 주자는 유교의 근본 정신을 가장 잘 나타내는 것으로서 4서(四書)를 존중하여 《사서집주》를 저술하였고, 이에 따라 5경(五經) 중심에서 4서 중심의 경학(經學)이 일어났다.

## 같이 보기
- 양명학
- 분서갱유#연구 및 평가
- 서경 (책)#성립

## 참고 문헌
- 이 문서에는 다음커뮤니케이션(현 카카오)에서 GFDL 또는 CC-SA 라이선스로 배포한 글로벌 세계대백과사전의 내용을 기초로 작성된 글이 포함되어 있습니다.